# Кеяну-Мік (Клуж)
Кеяну-Мік (рум. Căianu Mic) — село у повіті Клуж в Румунії. Входить до складу комуни Кеяну.
Село розташоване на відстані 312 км на північний захід від Бухареста, 22 км на схід від Клуж-Напоки.

## Населення
За даними перепису населення 2002 року у селі проживали 218 осіб.
Національний склад населення села:
| Національність | Кількість осіб | Відсоток |
| -------------- | -------------- | -------- |
| румуни         | 154            | 70,6%    |
| угорці         | 64             | 29,4%    |

Рідною мовою назвали:
| Мова      | Кількість осіб | Відсоток |
| --------- | -------------- | -------- |
| румунська | 154            | 70,6%    |
| угорська  | 64             | 29,4%    |